# Pietro Ongarelli
Pietro Ongarelli (Alessandria, 8 ottobre 1898 – ...) è stato un calciatore italiano, di ruolo difensore.

## Caratteristiche tecniche
Giocava prevalentemente come terzino, pur essendo utilizzato spesso come mediano.

## Carriera
Inizia l'attività nella Libertas, squadra minore alessandrina, e poi passa all'Alessandria militando nelle squadre riserve senza mai debuttare in prima squadra. Nel 1921 si trasferisce al Piacenza, impegnato nel campionato di Prima Categoria, e vi disputa 6 partite. Viene riconfermato anche per le successive stagioni, dopo la retrocessione in Seconda Divisione, giocando quattro campionati da titolare fisso fino al 1926 per un totale di altre 51 presenze in campionato.